# Andrés Scotti
Andrés Scoti Ponce de León (Montevideo, 1975. december 14. –) uruguayi labdarúgó, aki a Defensor Sporting játékosa.

## Pályafutása
Scotti 1996-ban, a Central Españolban kezdte a pályafutását, majd egy év múlva a Montevideo Wanderers játékosa lett. Itt is csak egy évet töltött el, mielőtt a chilei Huachipatóhoz igazolt volna. 2000-ben Mexikóban, a Pueblában próbált szerencsét, de ismét csak egy évig maradt, majd visszatért Uruguayba, a Montevideo Wanderershez, ahonnan 2002-ben a Nacional Montevideohoz szerződött.
2003-ban az orosz Rubin Kazanyhoz került, ahol már hosszabb időt, majdnem négy évet töltött el, ami alatt száznál is több bajnokin lépett pályára. 2007-ben az Argentinos Juniorshoz igazolt, 2010. január 8-án pedig a Colo-Colo játékosa lett.

## Válogatott
Scotti későn, 2005-ben, 29 éves korában mutatkozott be az uruguayi válogatottban. Első gólját 2009. szeptember 9-én, egy Kolumbia elleni vb-selejtezőn szerezte. Részt vett a 2007-es Copa Américán és a 2010-es világbajnokságon is.

## Külső hivatkozások
- Pályafutása statisztikái
- Statisztikák az argentínai éveiről

## Fordítás
- Ez a szócikk részben vagy egészben  az   Andres Scotti című angol Wikipédia-szócikk fordításán alapul.  Az eredeti cikk szerkesztőit annak laptörténete sorolja fel. Ez a jelzés csupán a megfogalmazás eredetét és a szerzői jogokat jelzi, nem szolgál a cikkben szereplő információk forrásmegjelöléseként.